# Mohamed Zidan
Mohamed Abdullah Zidan (Port Said, 11 december 1981) is een Egyptisch voormalig profvoetballer die bij voorkeur in de aanval speelde. Zidan bezit tevens de Duitse nationaliteit.

## Clubcarrière
Zidan speelde van 1989 in de jeugd van Al-Masry. In het seizoen 2000/01 ging hij spelen bij het Deense Akademisk Boldklub. In het seizoen 2003/04 kwam hij uit voor het eveneens Deense FC Midtjylland. In dat seizoen werd Zidan met negentien doelpunten topscorer van de SAS Ligaen. Halverwege het seizoen 2004/2005 werd Zidan voor drie miljoen euro gekocht door Werder Bremen. In 2005 debuteerde hij in het Egyptisch voetbalelftal, waarvoor hij meer dan dertig interlands speelde. In januari 2007 werd Zidan gekocht door Mainz 05, de club waarvoor hij een seizoen eerder al op huurbasis actief was. De publiekslieveling werd er in een half seizoen clubtopscorer en verdiende daarmee in juli 2007 een transfer naar Hamburger SV. Op 17 augustus 2008 werd Zidan speler van Borussia Dortmund; hij werd geruild tegen Mladen Petrić. Op 19 augustus 2008 trainde Zidan voor het eerst mee met de selectie. Op 23 augustus 2008 speelde hij zijn debuutwedstrijd tegen Bayern München. In de winterstop van het seizoen 2011/12 keerde hij voor de tweede keer terug bij Mainz 05. In zijn eerste zes wedstrijden wist hij telkens te scoren, dit is een Bundesliga record. Maar door een meningsverschil met trainer Thomas Tuchel kwam het na een half jaar niet tot een contractverlenging. Hierna tekende hij een contract bij Baniyas uit de Verenigde Arabische Emiraten. In 2015 speelde Zidan nog drie competitiewedstrijden voor El Entag El Harby.

## Clubstatistieken
| seizoen | club               | land                                  | competitie     | duels       | goals       |
| ------- | ------------------ | ------------------------------------- | -------------- | ----------- | ----------- |
| 2000/01 | Akademisk Boldklub | Vlag van Denemarken                   | SAS Ligaen     | 5           | 0           |
| 2001/02 | Akademisk Boldklub | Vlag van Denemarken                   | SAS Ligaen     | 16          | 1           |
| 2002/03 | Akademisk Boldklub | Vlag van Denemarken                   | SAS Ligaen     | 27          | 11          |
| 2003/04 | FC Midtjylland     | Vlag van Denemarken                   | SAS Ligaen     | 30          | 19          |
| 2004/05 | FC Midtjylland     | Vlag van Denemarken                   | SAS Ligaen     | 17          | 11          |
| 2004/05 | → Werder Bremen    | Vlag van Duitsland                    | Bundesliga     | 11          | 2           |
| 2005/06 | Werder Bremen      | Vlag van Duitsland                    | Bundesliga     | 0           | 0           |
| 2005/06 | → Mainz 05         | Vlag van Duitsland                    | Bundesliga     | 26          | 9           |
| 2006/07 | Werder Bremen      | Vlag van Duitsland                    | Bundesliga     | 5           | 1           |
| 2006/07 | Mainz 05           | Vlag van Duitsland                    | Bundesliga     | 15          | 13          |
| 2007/08 | Hamburger SV       | Vlag van Duitsland                    | Bundesliga     | 21          | 2           |
| 2008/09 | Borussia Dortmund  | Vlag van Duitsland                    | Bundesliga     | 29          | 7           |
| 2009/10 | Borussia Dortmund  | Vlag van Duitsland                    | Bundesliga     | 27          | 8           |
| 2010/11 | Borussia Dortmund  | Vlag van Duitsland                    | Bundesliga     | 8           | 0           |
| 2011/12 | Borussia Dortmund  | Vlag van Duitsland                    | Bundesliga     | 2           | 0           |
| 2011/12 | Mainz 05           | Vlag van Duitsland                    | Bundesliga     | 12          | 7           |
| 2012/13 | Baniyas            | Vlag van Verenigde Arabische Emiraten | VAE Liga       | 9           | 3           |
| 2013/14 | Zonder club        | Zonder club                           | Zonder club    | Zonder club | Zonder club |
| 2014/15 | Zonder club        | Zonder club                           | Zonder club    | Zonder club | Zonder club |
| 2015/16 | El Entag El Harby  | Vlag van Egypte                       | Premier League | 3           | 0           |
| TOTAAL  | TOTAAL             | TOTAAL                                | TOTAAL         | 263         | 88          |

## Interlandcarrière
Hij werd in december 2005 opgeroepen voor de African Cup of Nations 2006 in Egypte. Door communicatieproblemen tussen hem en zijn club FSV Mainz 05 enerzijds en de Egyptische voetbalbond anderzijds nam de aanvaller echter niet deel aan het toernooi. Zijn afwezigheid op de African Cup werd door bondscoach Hassan Shehata gezien als een weigering voor Egypte uit te willen komen en Shehata zei Zidan nooit meer te zullen selecteren. Uiteindelijk maakte Zidan in augustus 2006 alsnog zijn rentree in het Egyptisch nationaal elftal in de interland tegen Burundi. In deze wedstrijd maakte hij zijn eerste interlanddoelpunt.

## Erelijst
Werder Bremen
- DFB-Ligapokal: 2006

 Borussia Dortmund
- Bundesliga: 2010/11, 2011/12

 Egypte
- Africa Cup of Nations: 2008, 2010

Individueel
- Topscorer Superligaen: 2003/04
- FC Midtjylland Speler van het Jaar: 2003/04, 2004/05